# Myeik
Myeik (birmanês:  မြိတ်မြို့; em mon: ဗိက်; também Mergui) é uma cidade na região de Tanintharyi em Myanmar (antiga Birmânia), localizada no extremo sul do país, no litoral de uma ilha no mar de Andamão. Em 2010 a população estimada era de mais de 209.000 habitantes. A área rural da cidade é um grande corredor de mercadorias contrabandeadas  para a Tailândia.

## História
Myeik era a parte mais meridional do Reino de Pagan entre os séculos XI e XIII. Após a queda do Reino em 1287, Myeik se tornou parte de sucessivos reinos siameses (inicialmente Sucotai, e mais tarde Ayutthaya) do final do século XIII até meados do século XVIII (exceto entre 1564 e 1593, quando os birmaneses temporariamente recuperaram o controle).
Do século XVI em diante, a cidade se tornou um importante porto e centro de comércio com os europeus, que atracavam em Myeik (então chamada de Mergui), viajavam rio acima para Tanintharyi (Tenasserim) e, em seguida, atravessavam as montanhas até alcançar Ayutthaya. O oficial francês Chevalier de Beauregard se tornou governador da cidade de Mergui após a Guerra anglo-siamesa (1687), que resultou na expulsão dos ingleses do Sião. De Beauregard foi nomeado governador por Narai, o Rei do Sião, substituindo um inglês, Samuel White. Os franceses foram posteriormente expulsos de Mergui após a revolução siamesa de 1688.
Os birmaneses capturaram Myeik em 1765 como parte de uma invasão que acabaria por derrubar o reino de Ayutthaya em 1767. Em 1826, os birmaneses cederam a região para os britânicos após a Primeira Guerra Anglo-Birmanesa (1824-1826).

## Economia
A população está envolvida nas atividades de pesca, produção de borracha e cocos, fabricação de pasta de camarão fermentada, coleta de ninhos comestíveis de pássaros e o cultivo de pérolas. Mergui é a porta de entrada para as 800 ilhas do arquipélago de Mergui que estão a desenvolver um comércio turístico. O turismo na área está restrito aos cruzeiros uma vez que as acomodações terrestres são atualmente inexistente nas ilhas. Isso mantém a região muito atraente, uma vez que o turismo sustentável preserva a beleza natural da área.

## Etnicidade
Os habitantes da cidade são descendentes de muitos grupos étnicos (birmanês, chinês, karen, indiano, mon, e moken). Eles falam o birmanês com um sotaque característico. O povo da ilha, os moken (salone), são conhecidos como os "ciganos do mar" e diz-se serem relacionados com tribos insulares da Malásia.

## Educação
- Universidade de Myeik
- Universidade de Tecnologia, Myeik
- Universidade de Computação, Myeik